# Tesla Roadster (première génération)
Cet article concerne la première génération du Tesla Roadster. Pour la deuxième génération, voir Tesla Roadster (deuxième génération). Pour la voiture lancée dans l'espace, voir Tesla Roadster (engin spatial).
La Tesla Roadster I (1re génération) est une voiture de sport GT électrique du constructeur automobile américain Tesla, de San Carlos en Californie. Cette première voiture du constructeur est présentée en 2006 à l'aéroport de Santa Monica en Californie, et commercialisée à 2 680 exemplaires entre 2008 et 2012.

## Histoire
Ce premier modèle de voiture de sport GT Tesla est développé avec l'aide de Lotus Cars au Royaume-Uni, et AC Propulsion en Californie, sur une base de châssis modifié de Lotus Elise de 1996, avec une carrosserie  GT roadster de style Targa, en fibre de carbone, inspirée du concept car AC Propulsion tzero (en) de AC Propulsion, et fabriquée par Sotira 35 de Saint-Méloir-des-Ondes en Bretagne. 

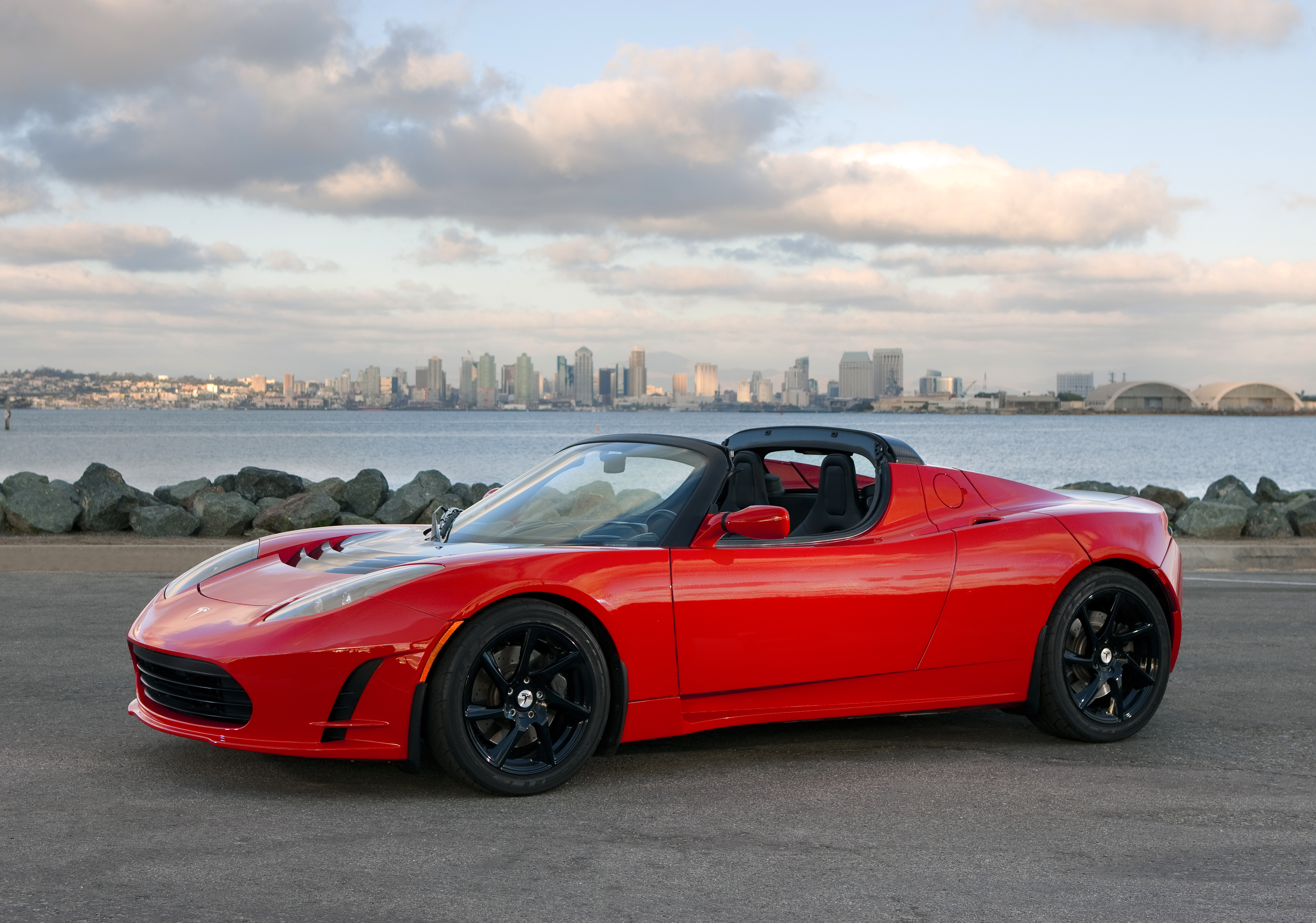
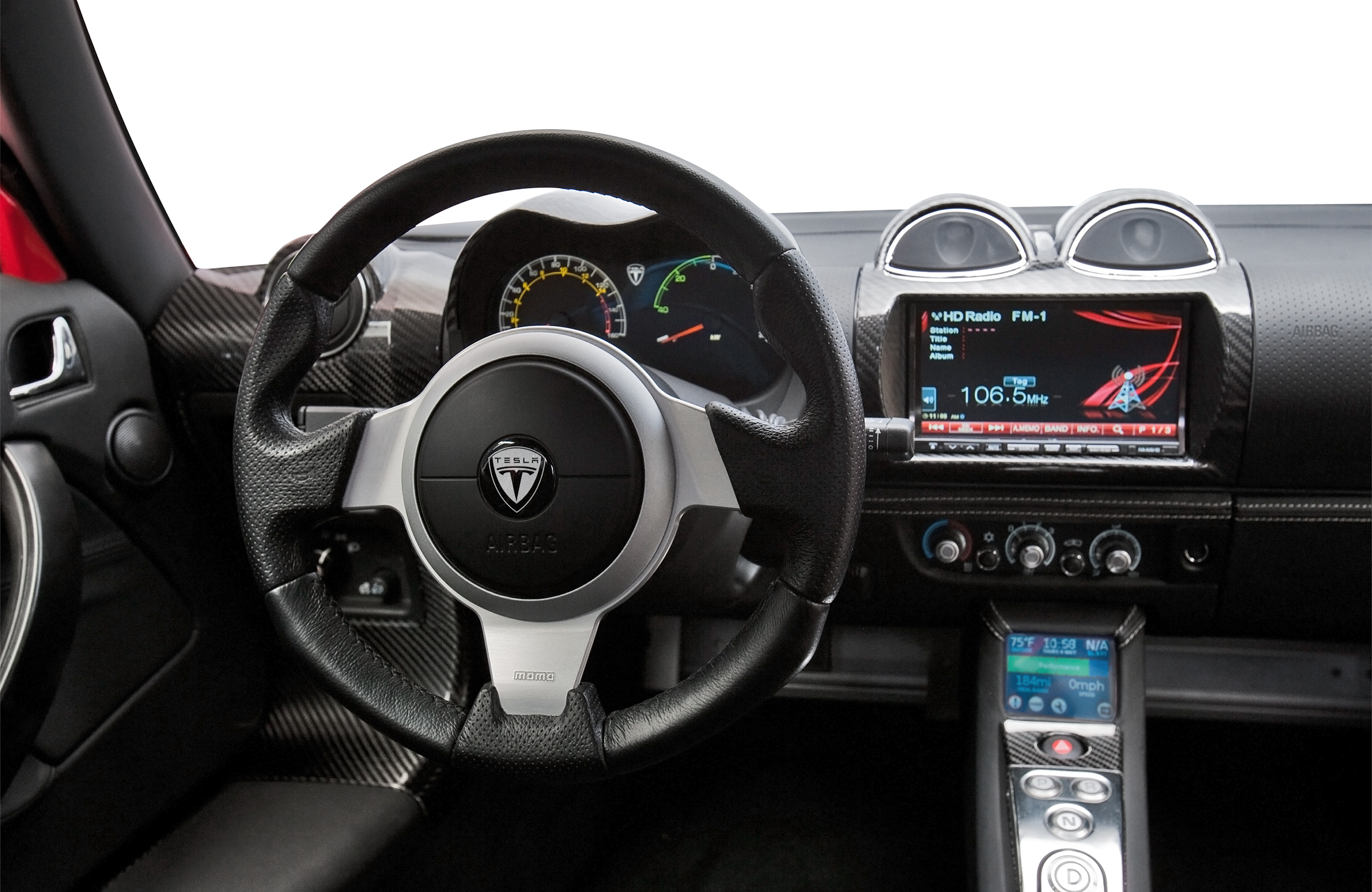
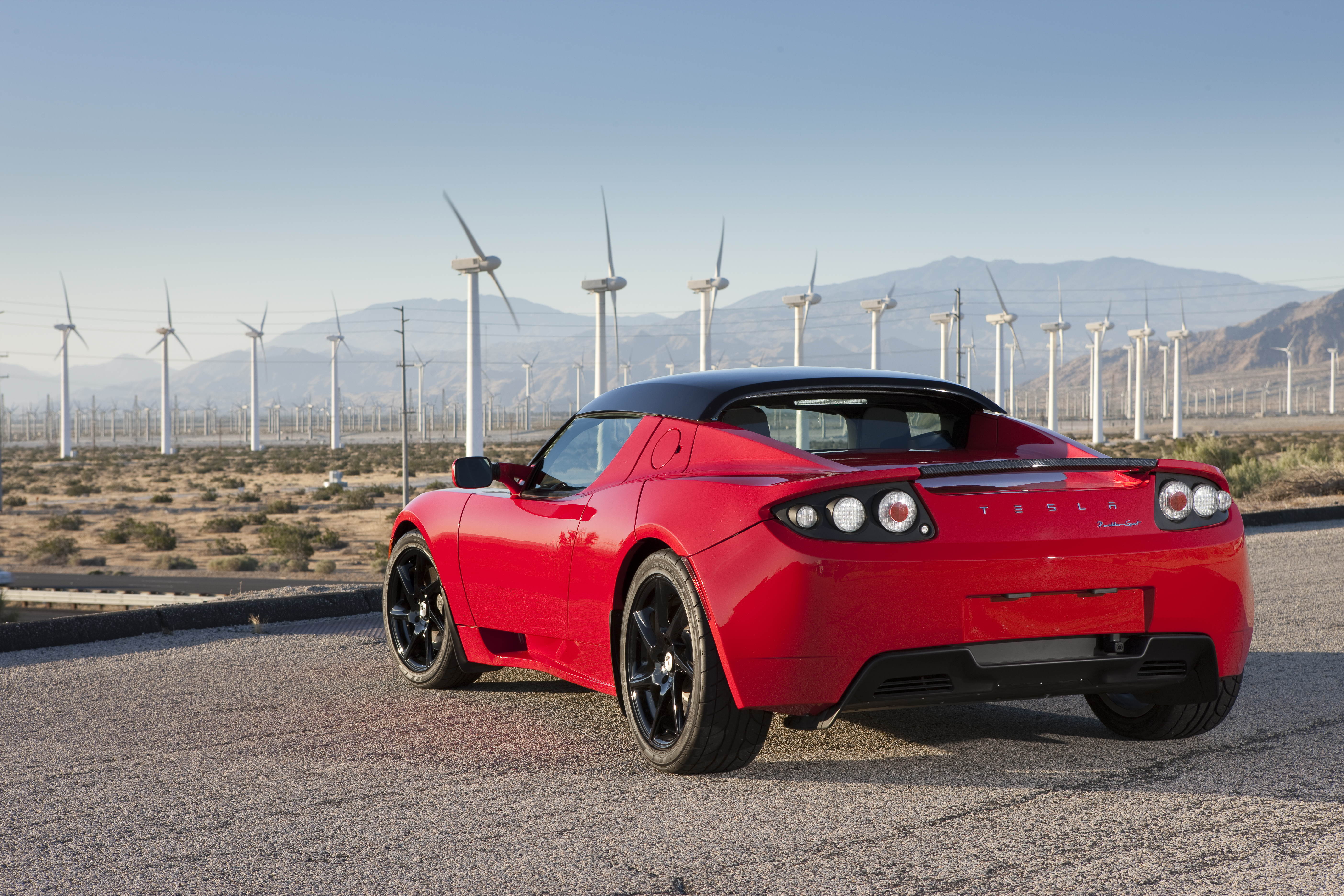

La version initiale est propulsée par un moteur électrique central arrière de 185 kW pour 248 ch, avec une accélération de 0-100 km/h en 5,7 s, et une vitesse de plus de 210 km/h. Une version 2.0 plus puissante est dévoilée au salon de l'automobile de Détroit 2009, au prix d'environ 100 000 €, avec un moteur de 215 kW pour 288 ch, limité électroniquement à 201 km/h, et un 0-100 km/h en 3,7 s. 

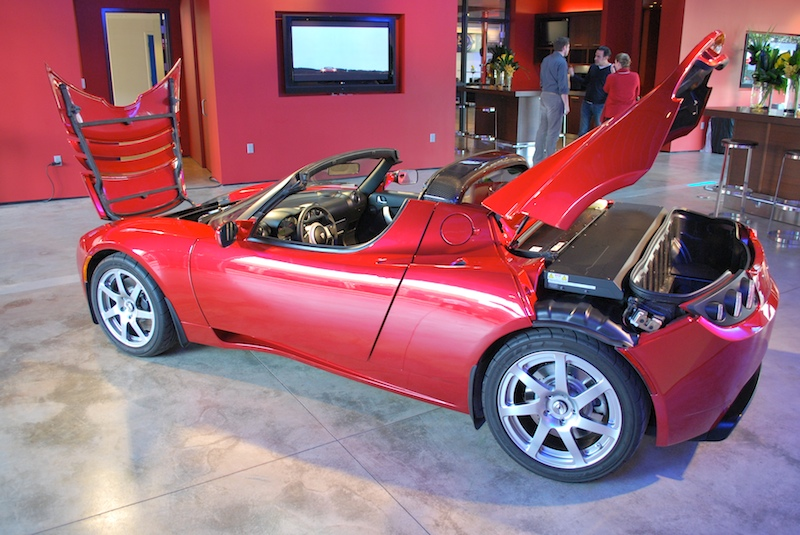
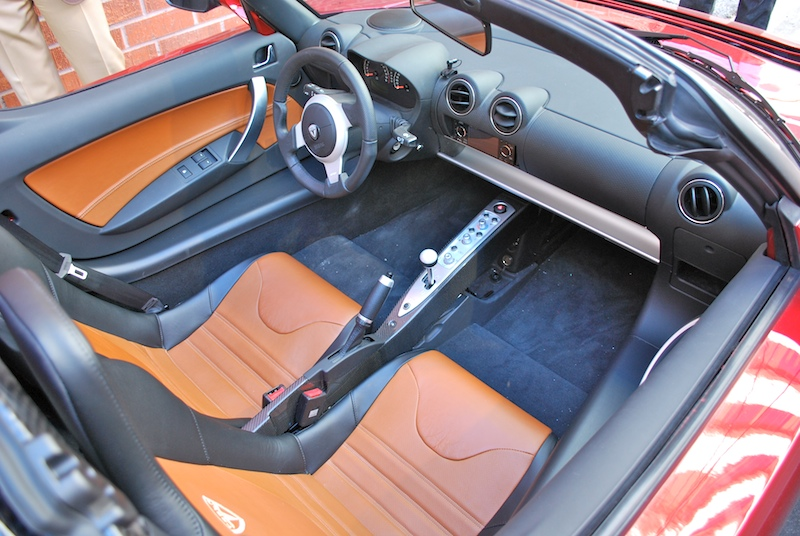
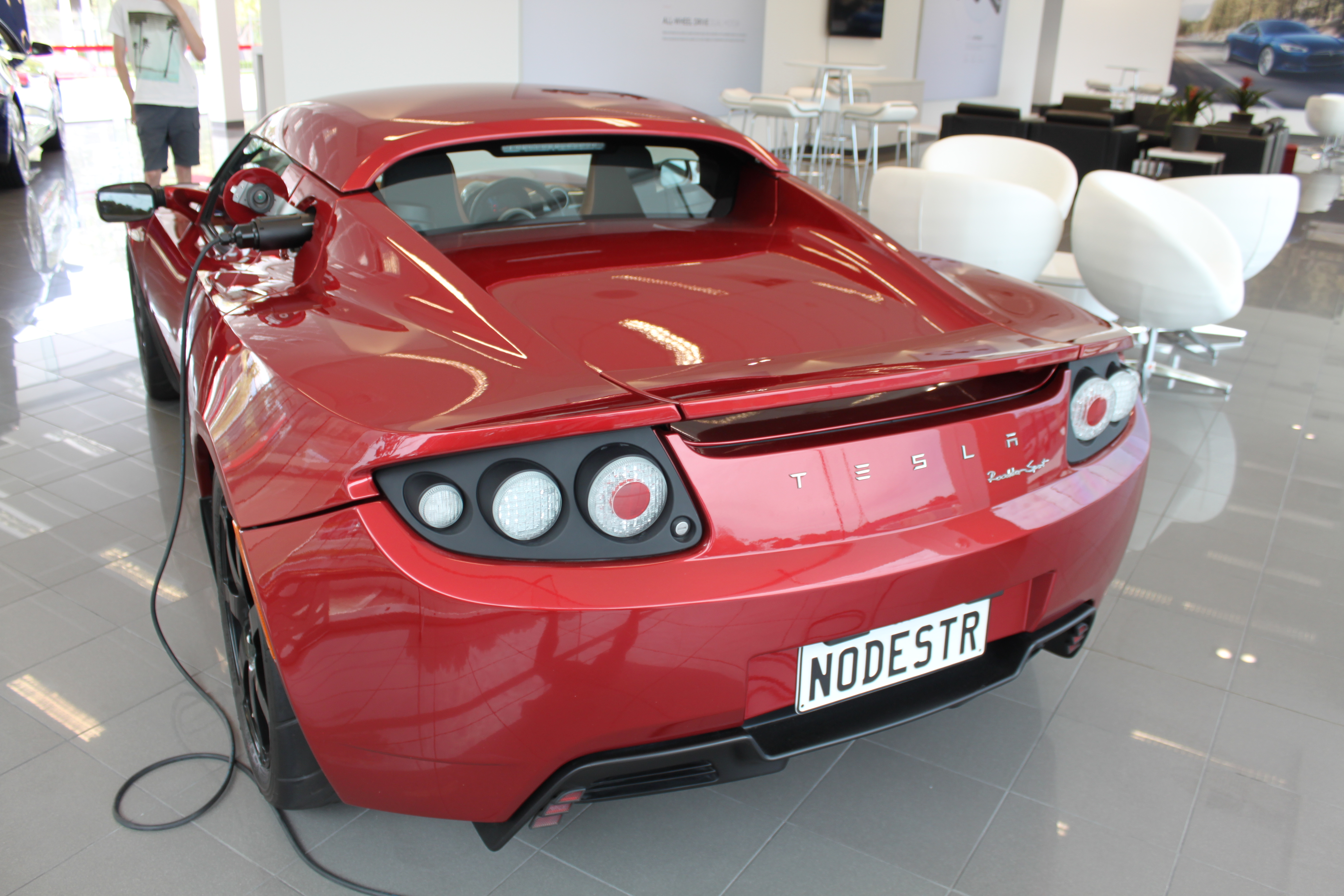

Sa batterie au lithium-ion de 56 kWh d'environ 400 kg (puis de 70 kWh sur la version 3.0), permet une autonomie annoncée de 370 km, avec un temps de recharge de cinq heures. Elle consomme 135 Wh/km avec une efficacité de 92 % en moyenne de la batterie à la roue. L'efficacité du véhicule, estimée en septembre 2008 et convertie en équivalent pétrole, est d'environ 2 litres pour 100 km. 
Ce roadster électrique est initialement dévoilé au public le 19 juillet 2006, pour être produit en série à partir du 17 mars 2008, au prix initial d'environ 84 000 €. Tesla a vendu environ 2 680 roadsters dans plus de 30 pays, la plupart des derniers Roadsters aillant été vendus en Europe et en Asie au cours du quatrième trimestre 2012.
La Tesla Model S lui succède en 2012. La marque dévoile sa Tesla Roadster II (2e génération) le 17 novembre 2017, avec une production en série annoncée pour 2022, puis repoussée régulièrement à une date ultérieure.
En novembre 2023, Tesla a mis à disposition en open source certains des documents de conception et d'ingénierie du roadster, ainsi que des logiciels de diagnostic.

## Versions
Ce roadster est commercialisé avec divers versions d'évolutions de design et techniques :    
- 2006 : Version 1, de 248 ch (185 kW), 0-100 km/h en 5,7 s, batterie de 53 kWh
- 2007 : Version 1.5, 0-100 km/h en 4 s
- 2009 : Version 2.0, de 288 ch (215 kW), 0-100 km/h en 3,7 s
- 2010 : Version 2.5 Sport
- 2014 : Version 3.0, batterie de 70 kWh pour 540 km d'autonomie

## Tesla Roadster I en orbite dans l'espace

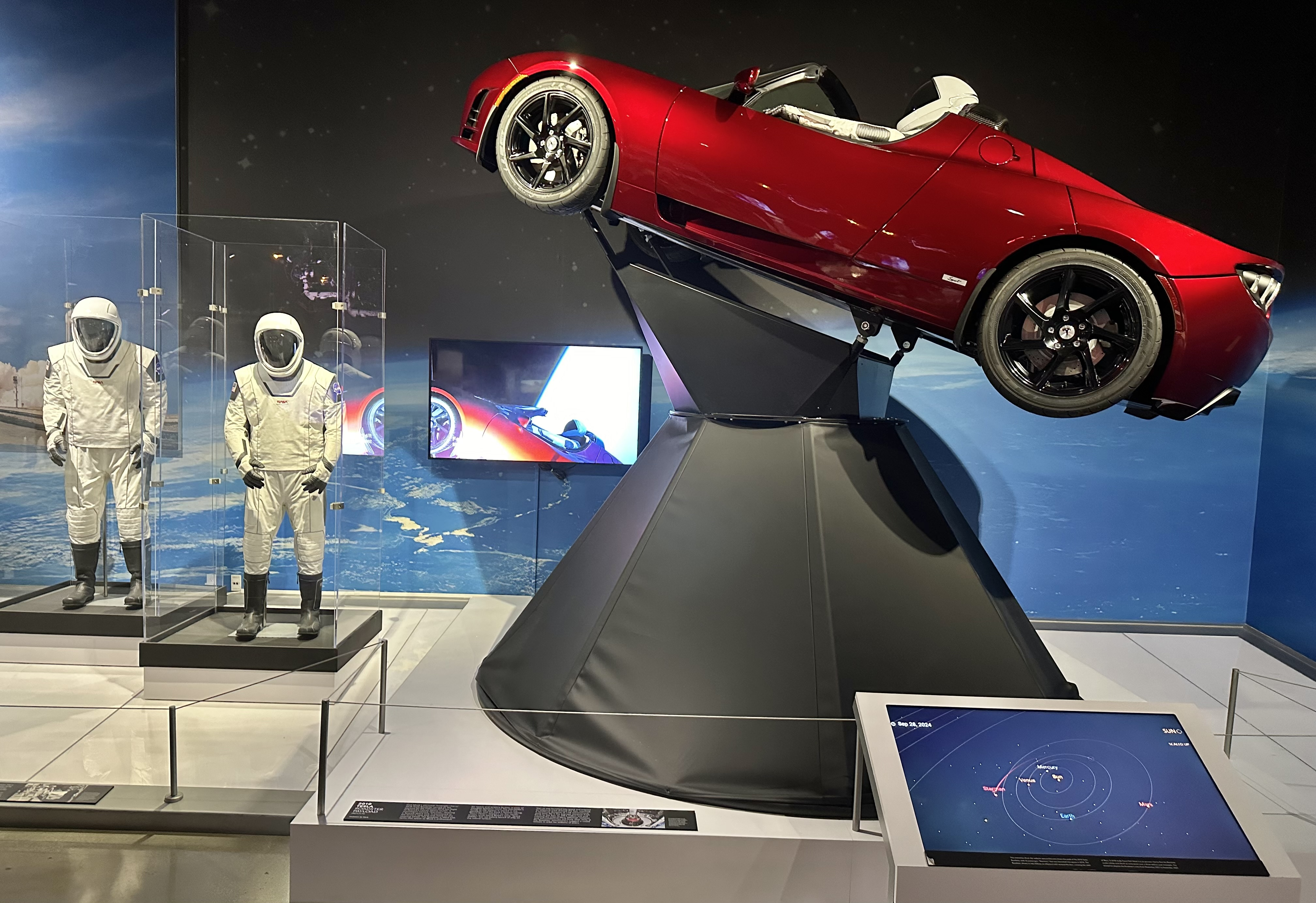
Tesla Roadster (engin spatial).

Elon Musk (PDG de Tesla et SpaceX) annonce en décembre 2017, qu'une Tesla Roadster (engin spatial) sera envoyée dans l'espace vers Mars, début 2018, lors du premier vol inaugural de démonstration de sa fusée expérimentale Falcon Heavy (Vol d'essai du Falcon Heavy). À la suite du succès du lancement du 6 février 2018, sa voiture tourne depuis en orbite autour du soleil, entre la Terre et Mars, conduite par un mannequin en combinaison d'astronaute nommé Starman, en hommage à David Bowie, avec sa chanson Space Oddity (curiosité spatiale, en anglais) en boucle sur l'autoradio, jusqu'à épuisement de la batterie (chanson inspirée du film 2001, l'Odyssée de l'espace de Stanley Kubrick, de 1968).

## Compétition
- 2009 à 2012 : victorieuse des quartes premiers Rallye Monte Carlo des Énergies Nouvelles (catégorie voiture électrique) avec le pilote Mathieu Kassovitz (2009) qui rallie les 386 km sans s'arrêter de Valence à Monte-Carlo, puis avec l'équipage Erik Comas (pilote) et Sébastien Chol (copilote) en 2010 et 2011, puis avec James Morlaix et Valérie Palmarole (2012).
- 2010 à 2013 : participation comme voiture ouvreuse à de nombreux rallyes et courses de côtes en France, avec le pilote James Morlaix.
- 2013 : Champion du monde FIA dans les Énergies Alternatives en catégorie IIIA, avec l'équipage James Morlaix et Sébastien Chol,  au volant d'un roadster 2.5 Sport numéro 377 (premier titre de champion du monde FIA pour le constructeur Tesla).